# Liste der Naturdenkmale in Bochum
Die Liste der Naturdenkmale in Bochum enthält die Naturdenkmale, die laut der Naturdenkmalverordnung der Stadt Bochum (rechtskräftig seit dem 7. März 2002) und anhand der Landschaftspläne Bochum-Mitte/Ost und Bochum-West festgelegt wurden.

## Listen

### Aus der Naturdenkmalverordnung
Listet die Naturdenkmale im Innenbereich – d. h. in zusammenhängend bebauten Bereichen der Stadt.
| Bild | Festsetzungsnummer | Was                                                  | Beschreibung | Lage | Koordinaten                   |
| ---- | ------------------ | ---------------------------------------------------- | --- | --- | ----------------------------- |
|      | ND 1.1             | Eibe – Taxus baccata                                 | ca. 160 Jahre alt, ca. 8 m hoch, Kronendurchmesser ca. 6 m, Stammumfang 1,90 m (in 1 m Höhe) | Schnatstraße 37/Am Moorschacht Bochum-Weitmar                                                                           | 51° 26′ 38″ N, 7° 10′ 35″ O   |
|      | ND 1.2             | Eibe – Taxus baccata                                 | ca. 150 Jahre alt, ca. 10 m hoch, Kronendurchmesser ca. 9 m, Stammdurchmesser von ca. 0,45 und 0,35 m (in 1 m Höhe)                                                                                             | Lindener Straße 128 / Am Poter Linden (Bochum)                                                                          | 51° 25′ 34″ N, 7° 9′ 55″ O    |
|      | ND 1.3             | Eibe – Taxus baccata                                 | ca. 150 Jahre alt, ca. 12 m hoch, Kronendurchmesser ca. 9 m, einen Stammdurchmesser von ca. 0,45, 0,25 und 0,45 m (in 1 m Höhe) – neben ND 1.2                                                                  | Lindener Straße 128 / Am Poter Linden (Bochum)                                                                          | 51° 25′ 35″ N, 7° 9′ 56″ O    |
|      | ND 1.4             | Blutbuche (Fagus sylvatica Atropurpurea)             | ca. 150 Jahre alt, ca. 25 m hoch, Kronendurchmesser ca. 20 m, Stammdurchmesser von ca. 1,10 m (in 1 m Höhe) nahe der ND 1.2 und 1.3 ??hier nirgends eine Blutbuche, kein Stumpf; evtl. die stattliche Rotbuche? | Lindener Straße 128 / Am Poter Linden (Bochum)                                                                          | 51° 25′ 35″ N, 7° 9′ 56″ O    |
|      | ND 1.5             | Süntelbuche (Fagus sylvatica “Tortuosa”)             | ca. 170 Jahre alt, ca. 10 m hoch, Kronendurchmesser ca. 12 m, Stammdurchmesser von ca. 1,15 m (in 1 m Höhe) | Kemnader Str. 100 Stiepel (Bochum)                                                                                      | 51° 26′ 10″ N, 7° 13′ 24″ O   |
|      | ND 1.6             | Süntelbuche (Fagus sylvatica “Tortuosa”)             | ca. 180 Jahre alt, ca. 15 m hoch, Kronendurchmesser ca. 15 m, Stammdurchmesser von ca. 1,18 m (1 m Höhe) | Unterm Kolm 10 Stiepel (Bochum)                                                                                         | 51° 26′ 19″ N, 7° 13′ 56″ O   |
|      | ND 1.7             | Edelkastanie (Castanea sativa)                       | ca. 170 Jahre alt, ca. 10 m hoch, Kronendurchmesser von ca. 18 m Stammdurchmesser ca. 1,08 m (in 1 m Höhe) | vor dem Wohnhaus Oveneystr. 10 Stiepel (Bochum)                                                                         | 51° 25′ 7″ N, 7° 14′ 48″ O    |
|      | ND 1.8             | Stieleiche (Quercus robur)                           | ca. 180 Jahre alt, ca. 20 m hoch, Kronendurchmesser von ca. 12 m, Stammdurchmesser ca. 1,22 m (in 1 m Höhe) | Düsterstraße gegenüber Haus Nr. 7 Stiepel (Bochum)                                                                      | 51° 25′ 10″ N, 7° 14′ 39″ O   |
|      | ND 1.9             | 3 Rotbuchen (Fagus sylvatica)                        | 100–150 Jahre alt, ca. 20 m hoch, Kronendurchmesser zusammen ca. 40 m, Stammdurchmesser von 0,60–1,20 m (in 1 m Höhe)                                                                                           | Am Göpel 16 a, Heinrich-König-Straße Bochum-Weitmar                                                                     | 51° 26′ 19″ N, 7° 12′ 12″ O   |
|      | ND 1.10            | Blutbuche (Fagus sylvatica Atropurpurea)             | ca. 150 Jahre alt, ca. 18 m hoch, Kronendurchmesser ca. 19 m, Stammdurchmesser ca. 1,25 m (in 1 m Höhe) | westlich des Wohnhauses Am Thie 9 Eppendorf (Bochum)                                                                    | 51° 27′ 26″ N, 7° 10′ 26″ O   |
|      | ND 1.11            | Eibengruppe (Taxus baccata)                          | ca. 150 Jahre alt, ca. 17 m hoch, Kronendurchmesser zusammen ca. 10, Stammdurchmesser von ca. 0,55, 0,28 und 0,35 m (in 1 m Höhe); s. a. ND 1.10                                                                | Am Thie 9 Eppendorf (Bochum)                                                                                            | 51° 27′ 27″ N, 7° 10′ 30″ O   |
|      | ND 1.12            | Feldulme (Ulmus carpinifolia)                        | ca. 90 Jahre alt, ca. 17 m hoch, Kronendurchmesser ca. 18 m, Stammdurchmesser ca. 0,89 m (in 1 m Höhe) | Ruhrstraße 30 (Auffahrt zur Grundschule) Eppendorf (Bochum)                                                             | 51° 27′ 15″ N, 7° 10′ 35″ O   |
|      | ND 1.13            | Blutbuche (Fagus sylvatica “Atropurpurea”)           | ca. 150 Jahre alt, ca. 20 m hoch, Kronendurchmesser von ca. 18 m, Stammdurchmesser von ca. 1,15 m (in 1 m Höhe)                                                                                                 | Reiterweg 11–13 (im Bereich des Waldorf-Kindergarten) Höntrop                                                           | 51° 27′ 30″ N, 7° 9′ 39″ O    |
|      | ND 1.14            | Buchsbaumgruppe (Buxus sempervirens lorescens)       | ca. 100–120 Jahre alt, ca. 6 m hoch, Kronendurchmesser zusammen ca. 9 m, Stammdurchmesser von ca. 0,16, 0,17 0,17 m (in 1 m Höhe)                                                                               | Reiterweg 11–13 (im Bereich des Waldorf-Kindergarten) Höntrop                                                           | Koordinaten fehlen! Hilf mit. |
|      | ND 1.15            | Blutbuche (Fagus sylvatica “Atropurpurea”)           | ca. 130 Jahre alt, ca. 14 m hoch, Kronendurchmesser ca. 20 m, Stammdurchmesser ca. 1,18 m (in 1 m Höhe) | Hansastr. 104 b Günnigfeld                                                                                              | 51° 29′ 9″ N, 7° 9′ 33″ O     |
|      | ND 1.16            | Rosskastanie (Aesculus hippocastanum)                | ca. 170 Jahre alt, ca. 25 m hoch, Kronendurchmesser ca. 30 m, Stammdurchmesser ca. 1,25 m (in 1 m Höhe) | Hansastr. 121 (im Bereich des Borchert’s Hof) Günnigfeld                                                                | 51° 29′ 12″ N, 7° 9′ 52″ O    |
|      | ND 1.17            | Rosskastanie (Aesculus hippocastanum)                | ca. 180 Jahre alt, ca. 35 m hoch, Kronendurchmesser ca. 23 m, Stammdurchmesser ca. 1,40 m (in 1 m Höhe) | An der Papenburg Wattenscheid                                                                                           | 51° 28′ 40″ N, 7° 7′ 42″ O    |
|      | ND 1.18            | 7 Rosskastanien (Aesculus hippocastanum)             | Baumreihe; ca. 130 Jahre alt, ca. 25 m hoch, Kronendurchmesser ca. 14 m, Stammdurchmesser zwischen 0,80 und 1,20 m (in 1 m Höhe)                                                                                | Kattenstraße/Ecke Lütkendorpweg Harpen                                                                                  | 51° 29′ 53″ N, 7° 16′ 59″ O   |
|      | ND 1.19            | Stieleiche (Quercus robur)                           | ca. 130 Jahre alt, ca. 20 m hoch, Kronendurchmesser ca. 18 m, Stammdurchmesser ca. 1,05 m (in 1 m Höhe) | Batestr. 9 Langendreer                                                                                                  | 51° 28′ 28″ N, 7° 19′ 32″ O   |
|      | ND 1.20            | Lindenallee 219 Exemplare (Tilia intermedia x hybr.) | ca. 100 Jahre alt, ca. 29 m hoch, Kronendurchmesser ca. 6 m, Stammdurchmesser im Mittel ca. 0,50–0,60 m (in 1 m Höhe)                                                                                           | Alte Ümminger Straße auf dem historischen Friedhof (beidseits eines Fusswegs vom Eingang in nordöstliche Richtung) Laer | 51° 27′ 53″ N, 7° 17′ 38″ O   |
|      | ND 1.21            | Findling (grauer Granit)                             | Umfang ca. 4,50 m, Höhe von ca. 2,10 m | Krampenhof 7/Halfmannswiese (im Bereich des Wegekreuz) Dahlhausen                                                       | 51° 25′ 46″ N, 7° 9′ 7″ O     |
|      | ND 1.22            | Findling (schwarzer Granit)                          | Umfang ca. 4,25 m, Höhe ca. 0,90 m | Herner Str. 43; vor der Fachhochschule Georg Agricola Bochum-Mitte                                                      | 51° 29′ 17″ N, 7° 12′ 50″ O   |
|      | ND 1.23            | Findling (heller Granit)                             | Umfang ca. 6,33 m, Höhe von 1,05 m | Dürertal/Liebermannstraße; nahe dem Sportplatz Weitmar                                                                  | 51° 27′ 30″ N, 7° 12′ 9″ O    |
|      | ND 1.24            | Geologischer Garten Bochum                           | Steinbruch mit deutlich sichtbaren geologischen Formationen | Am Dornbusch Wiemelhausen                                                                                               | 51° 28′ 9″ N, 7° 14′ 1″ O     |

### Aus dem Landschaftsplan Bochum-Mitte/Ost
Listet die Naturdenkmale im Außenbereich – d. h. außerhalb der zusammenhängend bebauten Ortsteile
| Bild | Festsetzungsnummer | Was                                      | Beschreibung | Lage | Koordinaten                 |
| ---- | ------------------ | ---------------------------------------- | --- | --- | --------------------------- |
|      | ND 2.2             | Blutbuche (Fagus sylvatica Atropurpurea) | ca. 110 Jahre alt, ca. 14 m hoch, Kronendurchmesser ca. 15 m, Stammumfang ca. 3,40 m (in 1 m Höhe) | Alte Wittener Straße 114 (nordöstlich des Hauses) Bochum-Laer                                                   | 51° 27′ 48″ N, 7° 17′ 0″ O  |
|      | ND 2.4             | Stieleiche (Quercus robur)               | ca. 130–150 Jahre alt, ca. 22 m hoch, Stammumfang ca. 2,90 m (in 1 m Höhe), Kronendurchmesser ca. 17 m | Markstraße/Untere Heintzmannstraße gegenüber Haus Nr. 37 (östlich der Sportanlage Markstraße) Bochum-Querenburg | 51° 27′ 38″ N, 7° 15′ 46″ O |
|      | ND 2.5             | Geologischer Aufschluss                  | Der Steinbruch zeigt den Stockumer Sattel im konglomeratischen Sandstein unter Flöz Finefrau und in den Schiefertonen der Gleitlingsgruppe. Im östlichen Bereich ist der marine Horizont über Flöz Finefrau Nebenbank (Wittener Schichten) aufgeschlossen. | Steinbruch der ehemaligen Zeche Klosterbusch im Lottental Bochum-Querenburg                                     | 51° 26′ 28″ N, 7° 16′ 19″ O |
|      | ND 2.6             | Stieleiche (Quercus robur)               | ca. 140 Jahre alt, ca. 16 m hoch, Stammumfang ca. 2,90 m (in 1 m Höhe), Kronendurchmesser ca. 16 m | Auf dem Kalwes 231/233 (im Bereich der Hofzufahrt) Bochum-Querenburg                                            | 51° 26′ 25″ N, 7° 17′ 15″ O |
|      | ND 2.7             | 18 Rotbuchen (Fagus sylvatica)           | Alter ca. 50–120 Jahre, ca. 25 m hoch, Kronendurchmesser insgesamt von ca. 35–40 m | zwischen den Häusern Rotteland 71a und 73 (nordöstlich "Witthüser Mühle") Stiepel (Bochum)                      | 51° 26′ 2″ N, 7° 15′ 7″ O   |
|      | ND 2.8             | 3 Edelkastanien (Castanea sativa)        | Alter ca. 130–220 Jahren, ca. 18–23 m hoch, Stammumfang ca. 4,20, 3,90, 3,40 m (in 1 m Höhe) Ursprünglich standen die Bäume um ein jetzt abgerissenes Gebäude herum.                                                                                       | östlich der Gibraltarstraße Stiepel (Bochum)                                                                    | 51° 24′ 51″ N, 7° 15′ 2″ O  |
|      | ND 2.9             | Edelkastanie (Castanea sativa)           | Alter ca. 230 Jahre, Höhe ca. 18 m, Stammumfang ca. 4,10 m (in 1 m Höhe), Kronendurchmesser ca. 13 m | Im Sonderfeld 68 (östlich des Hauses) Stiepel (Bochum)                                                          | 51° 24′ 52″ N, 7° 14′ 12″ O |
|      | ND 2.10            | Edelkastanie (Castanea sativa)           | Alter ca. 80–100 Jahren, Höhe ca. 13 m, Stammumfang ca. 2,60 m (in 1 m Höhe), Kronendurchmesser ca. 11 m | An der Alten Fähre 1 (Vorgarten) Stiepel (Bochum)                                                               | 51° 24′ 53″ N, 7° 14′ 1″ O  |
|      | ND 2.11            | Winterlinde (Tilia cordata)              | Alter ca. 180 Jahre, Höhe ca. 14 m, Stammumfang ca. 4,10 m (in 1 m Höhe), Kronendurchmesser ca. 16 m | "Haarmanns Hof", Haarstraße 19 Stiepel (Bochum)                                                                 | 51° 26′ 1″ N, 7° 14′ 1″ O   |

### Aus dem Landschaftsplan Bochum-West
Listet die Naturdenkmale im Außenbereich – d. h. außerhalb der zusammenhängend bebauten Ortsteile
| Bild | Festsetzungsnummer | Was                                        | Beschreibung | Lage | Koordinaten                   |
| ---- | ------------------ | ------------------------------------------ | --- | --- | ----------------------------- |
|      | ND 3.1             | Silberlinde (Tilia tomentosa)              | Alter ca. 130 Jahre, Höhe ca. 22 m, Stammumfang ca. 3,20 m (in 1 m Höhe)                                                                   | nördlich des Wohnhauses von Schulte-Kemna (im Park) Leithe (Bochum) | 51° 28′ 41″ N, 7° 6′ 30″ O    |
|      | ND 3.2             | Esche (Fraxinus excelsior)                 | Alter ca. 130 Jahre, Höhe ca. 19 m, Stammumfang ca. 3,76 m (in 1 m Höhe)                                                                   | Helfstraße (im Bereich des mittleren Teichs) Bochum-Sevinghausen | 51° 27′ 42″ N, 7° 7′ 38″ O    |
|      | ND 3.3             | Rotbuche (Fagus sylvatica)                 | Alter ca. 180 Jahre, Höhe ca. 35 m, Stammumfang ca. 3,75 m (in 1 m Höhe)                                                                   | Westenfelder Straße 200 (im Wäldchen Heroven) Westenfeld (Bochum) | 51° 27′ 59″ N, 7° 8′ 47″ O    |
|      | ND 3.4             | Blutbuche (Fagus sylvatica “Atropurpurea”) | Alter ca. 250 Jahre, Höhe ca. 30 m, Stammumfang von ca. 4,35 m (in 1 m Höhe)                                                               | Schlosspark Weitmar, 12 m nördlich des westlichen Wohnhauses Bochum-Weitmar | Koordinaten fehlen! Hilf mit. |
|      | ND 3.5             | Eibe (Taxus baccata)                       | Alter ca. 100 Jahre, Höhe ca. 12 m, Stammumfang ca. 1,80 m (in 1 m Höhe)                                                                   | Schlosspark Weitmar, 25 m nördlich der Nordwestecke der Schlossruine Bochum-Weitmar | Koordinaten fehlen! Hilf mit. |
|      | ND 3.6             | Eibe (Taxus baccata)                       | Alter ca. 100 Jahre, Höhe ca. 12 m, Stammumfang ca. 1,80 m (in 1 m Höhe)                                                                   | Schlosspark Weitmar, 31 m nördlich der Nordostecke der Schlossruine Bochum-Weitmar | Koordinaten fehlen! Hilf mit. |
|      | ND 3.7             | Eibe (Taxus baccata)                       | Alter ca. 100 Jahre, Höhe ca. 12 m, Stammumfang ca. 1,80 m (in 1 m Höhe)                                                                   | Schlosspark Weitmar, 15 m nordöstlich der Nordostecke der Schlossruine Bochum-Weitmar | Koordinaten fehlen! Hilf mit. |
|      | ND 3.8             | Eibe (Taxus baccata)                       | Alter ca. 150 Jahre, Höhe ca. 12 m, Stammumfang ca. 1,80 m (in 1 m Höhe)                                                                   | Schlosspark Weitmar, 20 m südlich der Südostecke der Schlossruine Bochum-Weitmar | Koordinaten fehlen! Hilf mit. |
|      | ND 3.9             | Süntelbuche (Fagus sylvatica tortuosa)     | (Alter ca. 250 Jahre, Höhe 20 m, Stammumfang ca. 5,50 m) Ende 2001 gestürzt und abgestorben (Vandalismus, Altersschwäche)                  | Schlosspark Weitmar, 18 m südöstlich der Südostecke der Schlossruine Bochum-Weitmar | Koordinaten fehlen! Hilf mit. |
|      | ND 3.10            | 2 Stieleichen (Quercus robur)              | Alter ca. 150 und 250 Jahre, Höhe ca. 20 und 30 m, Stammumfang ca. 2,95 und 4,85 m (in 1 m Höhe); die Bäume stehen nur ca. 4 m auseinander | Schlosspark Weitmar, 233 m vom Eingangstor Hattinger Straße 386 in Richtung Schlossruine, ca. 32 m nördlich des Hauptweges Bochum-Weitmar                                                                   | 51° 26′ 52″ N, 7° 11′ 27″ O   |
|      | ND 3.11            | Blutbuche (Fagus sylvatica “Atropurpurea”) | Alter ca. 250 Jahre, Höhe ca. 30 m, Stammumfang ca. 5,50 m (in 1 m Höhe)                                                                   | Schlosspark Weitmar, 214 m vom Eingangstor Hattinger Straße 386 in Richtung Schlossruine, ca. 11 m nördlich des Hauptweges Bochum-Weitmar                                                                   | Koordinaten fehlen! Hilf mit. |
|      | ND 3.12            | Eibe (Taxus baccata)                       | Alter ca. 150 Jahre, Höhe ca. 15 m, Stammumfang ca. 1,82 m (in 1 m Höhe)                                                                   | Schlosspark Weitmar, 173 m vom Eingangstor Hattinger Straße 386 in Richtung Schlossruine, ca. 41 m nördlich des Hauptweges Bochum-Weitmar                                                                   | 51° 26′ 52″ N, 7° 11′ 31″ O   |
|      | ND 3.13            | Edelkastanie (Castanea sativa)             | Alter ca. 250 Jahre, Höhe ca. 25 m, Stammumfang ca. 5,50 m (in 1 m Höhe)                                                                   | Schlosspark Weitmar, 168 m vom Eingangstor Hattinger Straße 386 in Richtung Schlossruine, ca. 38 m nördlich des Hauptweges Bochum-Weitmar                                                                   | 51° 26′ 52″ N, 7° 11′ 31″ O   |
|      | ND 3.14            | Edelkastanie (Castanea sativa)             | Alter ca. 250 Jahre, Höhe ca. 25 m, Stammumfang ca. 3,80 m (in 1 m Höhe)                                                                   | Schlosspark Weitmar, 168 m vom Eingangstor Hattinger Straße 386 in Richtung Schlossruine, ca. 12 m nördlich des Hauptweges Bochum-Weitmar                                                                   | 51° 26′ 51″ N, 7° 11′ 30″ O   |
|      | ND 3.15            | Edelkastanie (Castanea sativa)             | Alter ca. 250 Jahre, Höhe ca. 22 m, Stammumfang ca. 5 m (in 1 m Höhe)                                                                      | Schlosspark Weitmar, 137 m vom Eingangstor Hattinger Straße 386 in Richtung Schlossruine, ca. 24 m nördlich des Hauptweges Foto Mai 2012; Baum ist weg, vermutlich im März 2014 gefällt Bochum-Weitmar      | 51° 26′ 51″ N, 7° 11′ 32″ O   |
|      | ND 3.16            | Edelkastanie (Castanea sativa)             | Alter ca. 250 Jahre, Höhe ca. 25 m, Stammumfang von ca. 5,45 m (in 1 m Höhe)                                                               | Schlosspark Weitmar, 141 m vom Eingangstor Hattinger Straße 386 in Richtung Schlossruine, ca. 12 m nördlich des Hauptweges Bochum-Weitmar                                                                   | 51° 26′ 51″ N, 7° 11′ 31″ O   |
|      | ND 3.17            | Edelkastanie (Castanea sativa)             | Alter ca. 250 Jahre, Höhe ca. 20 m, Stammumfang ca. 4,35 m (in 1 m Höhe)                                                                   | (Schlosspark Weitmar, 112 m vom Eingangstor Hattinger Straße 386 in Richtung Schlossruine, ca. 23 m nördlich des Hauptweges) Foto v. Mai 2012; Baum ist weg, vermutlich im März 2014 gefällt Bochum-Weitmar | 51° 26′ 51″ N, 7° 11′ 35″ O   |